# リーサル・ウェポン2/炎の約束
『リーサル・ウェポン2/炎の約束』（Lethal Weapon 2）は、1989年にアメリカ合衆国で公開されたアクション映画。

## あらすじ
ロサンゼルス市警察本部捜査第一課のリッグス部長刑事とマータフ部長刑事はある夜二台の自動車を追跡するが、容疑者たちは激しい銃撃で反撃、さらにヘリコプターまで使って逃走を果たした。残された自動車には大量のクルーガーランド金貨が積まれていた。その後二人はFBIの要請で、麻薬事件の重要証人である会計士のレオ・ゲッツを保護する。ヒットマンの襲撃から守り通したことで、ゲッツと打ち解けたリッグスとマータフはゲッツから麻薬組織のボスの情報を聞き出し、同僚の刑事たちとボスの邸宅へ踏み込む。だが、そのボスの正体はラッドという駐ロスアンジェルス南アフリカ総領事で、2人は治外法権を理由に逮捕も拘留もできない。
ラッドは、警察の捜査を止めさせるために、手下にマータフの自宅を襲撃させるなどの脅迫を始めた。それでも捜査をやめないリッグスとマータフに業を煮やしたラッドは、2人の同僚である刑事達を次々と暗殺していく。そして、過去にリッグスが自暴自棄の原因となった妻の死の真相が明らかになる。2人の怒りは爆発し、遂に反撃に出る。

## 登場人物
マーティン・リッグス
演 - メル・ギブソン
ロサンゼルス市警察本部捜査第一課の部長刑事。トラウマを抱えた前作と違い、吹っ切れたからか今作では同僚と打ち解ける明るい性格になった。今作で前作のリッグスの性格に悪影響を与えた妻の死の真相が明らかとなる。右肩を脱臼した経験から右肩を外すことができる、これにより拘束具から抜け出せる術となり窮地を脱した。
ロジャー・マータフ
演 - ダニー・グローヴァー
ロサンゼルス市警察本部捜査第一課の部長刑事。
レオ・ゲッツ
演 - ジョー・ペシ
会計士。麻薬事件の重要証人。元銀行員でマネーロンタリングをしていた。更には横領もしていた小悪党。何かと口うるさい。
アージャン・ラッド
演 - ジョス・アクランド
駐ロスアンジェルス南アフリカ総領事。外交特権を利用して悪行を重ねる。
ピーター・ヴォーステッド
演 - デリック・オコナー
南アフリカ領事官の職員。任務の実働も担っている。実はリッグスの妻を殺害した張本人。
リカ・ファン・デン・ヴァールス
演 - パッツィ・ケンジット
ラッドの秘書。リッグスと仲睦まじくなる。しかしラッドたちに拉致された上に殺害されてしまう。
エド・マーフィ
演 - スティーヴ・ケイハン
警部。
ティム・カバナフ
演 - ディーン・ノリス
リッグスとマータフの同僚。
トリッシュ・マータフ
演 - ダーレン・ラヴ
ロジャーの妻。
リアン・マータフ
演 - トレイシー・ウルフ
ロジャーとトリッシュの娘。芸能人になったがコンドームのCMだったことから父のロジャーに失望させられてしまう。
カリー・マータフ
演 - エボニー・スミス
ロジャーとトリッシュの娘。
ニック・マータフ
演 - デイモン・ハインズ
ロジャーとトリッシュの息子。
リッキー
演 - ジャック・マクギー
ロジャーの知人。家でリアンのCMをロジャーの家族とリッグスとジョージと一緒に見ていた。
ジョージ
演 - アラン・ディーン・ムーア
リアンのボーイフレンド。ロジャーの家族とリッグスとリッキーと一緒にリアンの出演CMを見ていた。
ハンス
演 - マーク・ロルストン
ラッドに仕事に失敗したことを咎められ、そばにいたピーターに射殺された。
ジェリー・コリンズ
演 - グランド・L・ブッシュ
リッグスとマータフの同僚。
ステファニー
演 - メアリー・エレン・トレイナー
精神科医。

## キャスト
| 役名                           | 俳優                                      | 日本語吹替                                                              | 日本語吹替                     | 日本語吹替                                             |
| 役名                           | 俳優                                      | ソフト版                                                                | TBS版                          | テレビ朝日版 （追加録音版）                            |
| ------------------------------ | ----------------------------------------- | ----------------------------------------------------------------------- | ------------------------------ | ------------------------------------------------------ |
| マーティン・リッグス           | メル・ギブソン                            | 世良公則                                                                | 鈴置洋孝                       | 磯部勉                                                 |
| ロジャー・マータフ             | ダニー・グローヴァー                      | 小林勝彦                                                                | 田中信夫                       | 池田勝                                                 |
| レオ・ゲッツ                   | ジョー・ペシ                              | 山下啓介                                                                | 青野武                         | 樋浦勉                                                 |
| アージャン・ラッド             | ジョス・アクランド                        | 家弓家正                                                                | 家弓家正                       | 鈴木瑞穂 （落合弘治）                                  |
| ピーター・ヴォーステッド       | デリック・オコナー                        | 曽我部和恭                                                              | 小島敏彦                       | 有川博 （吉見一豊）                                    |
| リカ・ファン・デン・ヴァールス | パッツィ・ケンジット                      | 石川悦子                                                                | 伊藤美紀                       | 井上喜久子                                             |
| エド・マーフィ                 | スティーヴ・ケイハン                      | 小林修                                                                  | 村松康雄                       | 塚田正昭 （井上文彦）                                  |
| ティム・カバナフ               | ディーン・ノリス                          | 村越伊知郎                                                              | 田原アルノ                     | 千田光男                                               |
| エディ・エステバン             | ネスター・セラーノ                        | 高宮俊介                                                                | 鈴木勝美                       | 小室正幸                                               |
| トム・ワイラー                 | ジュニー・スミス                          | 林一夫                                                                  | 田中和実                       | 佐藤正治                                               |
| トリッシュ・マータフ           | ダーレン・ラヴ                            | 火野カチコ                                                              | 火野カチコ                     | 竹口安芸子                                             |
| リアン・マータフ               | トレイシー・ウルフ                        |                                                                         | 井上喜久子                     | 天野由梨                                               |
| カリー・マータフ               | エボニー・スミス                          |                                                                         |                                | 坂本真綾                                               |
| ニック・マータフ               | デイモン・ハインズ                        |                                                                         | 堀内賢雄                       | 鳥海勝美                                               |
| ジェリー・コリンズ             | グランド・L・ブッシュ                     |                                                                         | 秋元羊介                       | 辻親八                                                 |
| 爆弾処理班リーダー             | ケネス・ティガー                          |                                                                         | 塚田正昭                       | 藤本譲                                                 |
| ラッドの部下                   | パット・スキッパー                        |                                                                         | 辻親八                         | 大塚芳忠                                               |
| ラッドの部下                   | ダニー・ワイナンズ                        |                                                                         | 真地勇志                       | 田中正彦                                               |
| 領事館の使節                   | ジム・ピドック                            |                                                                         | 小室正幸                       | 金尾哲夫                                               |
| 殺し屋                         | フィリップ・モーリス・ミラー              |                                                                         |                                | 銀河万丈                                               |
| ジョージ                       | アラン・ディーン・ムーア                  |                                                                         |                                | 成田剣                                                 |
| リッキー                       | ジャック・マクギー                        |                                                                         | 小室正幸                       | 中博史 （落合弘治）                                    |
| ハンス                         | マーク・ロルストン                        |                                                                         |                                | 宮本充                                                 |
| ミーガン・シャピロ             | ジェニット・ゴールドスタイン              |                                                                         |                                | さとうあい                                             |
| ステファニー博士（精神科医）   | メアリー・エレン・トレイナー              |                                                                         | 佐々木優子                     | 野沢由香里                                             |
| レッカー車の運転手             | オーランド・ボナー                        |                                                                         |                                | 長島雄一                                               |
| ホンダ車の持ち主               | シンシア・バー                            |                                                                         |                                | 叶木翔子                                               |
| 役不明又はその他               | N/A                                       | 丸山真奈実 荒川太郎 塩野幹聡 石井隆夫 牧野和子 鮎原里絵 荒川功 沢りつお | 子安武人 麻見順子 他           | 追加録音版キャスト 石田嘉代 金野恵子 上田燿司 高橋英則 |
| 日本語版スタッフ               |                                           |                                                                         |                                |                                                        |
| 演出                           |                                           | 佐田一美                                                                | 福永莞爾                       | 蕨南勝之 （福永莞爾）                                  |
| 翻訳                           | 大野隆一                                  | 宇津木道子                                                              | 武満真樹 （平田勝茂）          |                                                        |
| 調整                           |                                           | 荒井孝                                                                  | 山田太平                       |                                                        |
| 効果                           |                                           |                                                                         | VOX                            |                                                        |
| プロデューサー                 | 小川政弘                                  | 上田正人 （TBS）                                                        | 福吉健 （テレビ朝日）          |                                                        |
| 制作                           | ワーナー・ホーム・ビデオ テアトル・エコー | 東北新社 TBS                                                            | ムービーテレビジョン           |                                                        |
| 初回放送日                     |                                           | 1992年4月1日 『水曜ロードショー』 ノーカット                            | 1993年4月18日 『日曜洋画劇場』 |                                                        |

※テレビ朝日版は2013年1月13日にWOWOWで放映される際に、初回放送時にカットされた箇所をメインキャストに当時と同じ声優を起用して追加録音した。その際、その際故人などの各声優の部分は別の声優が代役を務めた。

## スタッフ
- 監督：リチャード・ドナー
- 製作：ジョエル・シルバー、リチャード・ドナー
- 原案：シェーン・ブラック、ウォーレン・マーフィー
- 脚本：ジェフリー・ボーム
- 撮影：スティーブン・ゴールドブラット
- 音楽：マイケル・ケイメン、エリック・クラプトン、デイヴィッド・サンボーン
- 美術：J・マイケル・リヴァ
- 編集：スチュアート・ベアード